# Idutywa viduus
Idutywa viduus är en skalbaggsart som beskrevs av Blanchard 1850. Idutywa viduus ingår i släktet Idutywa och familjen Melolonthidae. Inga underarter finns listade i Catalogue of Life.